# Los que aman, odian
Los que aman, odian es una película de thriller y policial argentina de 2017 dirigida por Alejandro Maci y basada en la novela homónima de Adolfo Bioy Casares y Silvina Ocampo. Fue escrita por Maci y Esther Feldman. Está protagonizada por Guillermo Francella y Luisana Lopilato. Fue filmada en Pinamar, Argentina.

## Sinopsis
En una playa solitaria, se alza un antiguo hotel perdido en el tiempo. Enrique Hubermann (Guillermo Francella), médico homeópata, viaja huyendo de un amor. Por una casualidad del destino, en ese sitio lejano se encuentra con Mary Fraga (Luisana  Lopilato) la mujer que quiere olvidar, una joven hermosa como un demonio que manipula a los hombres y provoca pasiones peligrosas. En medio de una terrible tormenta que los aísla del mundo, la historia vuelve a repetirse. Pero en esta ocasión, el odio de los que habían amado demasiado, despierta lo peor de cada uno.

## Reparto
- Guillermo Francella como el Dr. Enrique Hubermann
- Luisana Lopilato como Mary Fraga.
- Justina Bustos como Emilia Fraga.
- Juan Minujín  como Atuel.
- Marilú Marini como Andrea, la dueña del hotel.
- Carlos Portaluppi como el Comisario.
- Mario Alarcón como el Apoderado.
- Gonzalo Urtizberea
- Teo Inama Chiabrando como Miguel.

## Estreno
A mediados de julio la productora de la película publicó un tráiler o adelanto de la película confirmando el estreno de la misma para septiembre de 2017.

## Recepción

### Comercial
La película se estrenó en los cines argentinos en aproximadamente 240 salas según informa la distribuidora Buena Vista. Además algunas de las copias tuvieron subtítulos al español, nueva tendencia de la industria para facilitar el acceso al cine a personas con problemas auditivos.

## Premios y nominaciones

### Premios Sur
Dichos premios fueron entregados por la Academia de las Artes y Ciencias Cinematográficas de la Argentina en marzo de 2018.
| Año  | Categoría                          | Candidato                                    | Resultado |
| ---- | ---------------------------------- | -------------------------------------------- | --------- |
| 2017 | Mejor guion adaptado               | Esther Feldman Alejandro Maci                | Nominada  |
| 2017 | Mejor actriz de reparto            | Justina Bustos                               | Nominada  |
| 2017 | Mejor actriz de reparto            | Marilú Marini                                | Nominada  |
| 2017 | Mejor dirección de arte            | Mercedes Alfonsín                            | Nominada  |
| 2017 | Mejor diseño de vestuario          | Beatriz Di Benedetto                         | Nominada  |
| 2017 | Mejor maquillaje y caracterización | Osvaldo Esperón Emmanuel Miño Susana Ravello | Nominada  |
| 2017 | Mejor música                       | Nicolás Sorín                                | Nominada  |

### Premios Cóndor de Plata
Dichos premios fueron entregados por la Asociación de Cronistas Cinematográficos de la Argentina en  2018.
| Año  | Categoría                 | Candidato            | Resultado |
| ---- | ------------------------- | -------------------- | --------- |
| 2018 | Mejor Actriz de Reparto   | Marilú Marini        | Ganadora  |
| 2018 | Mejor Diseño de Arte      | Mercedes Alfonsín    | Ganadora  |
| 2018 | Mejor Diseño de Vestuario | Beatriz Di Benedetto | Nominada  |
| 2018 | Mejor Sonido              | José Luis Díaz       | Nominada  |